# Bathycuma rotunditectorum
Bathycuma rotunditectorum är en kräftdjursart som beskrevs av Gamo 1988. Bathycuma rotunditectorum ingår i släktet Bathycuma och familjen Bodotriidae. Inga underarter finns listade i Catalogue of Life.